# Red XIII
Red XIII är en av huvudpersonerna i spelet Final Fantasy VII. Vapnet han slåss med är ett så kallat "headband" eller "headclip". Eftersom han går på tassar använder han sitt huvud när han slåss. Han blev tillfångatagen av Shin-Ra för att de ville experimentera med honom, eftersom hans ras har en väldigt lång livslängd. Han är en best av något slag. Exakt vad för slags ras han är framgår inte, i instruktionsboken står det bara "best". Hans riktiga namn är Nanaki.
Red XIII var namnet de gav honom i laboratoriet då de experimenterade på honom. Deras mål med undersökningarna var att se ifall de kunde korsa Aeris med Red XIII, eftersom de då skulle få fram en Cetra som kunde leva tillräckligt länge för att flera generationer forskare skulle kunna forska och experimentera på. Dock blev både Red XIII och Aeris räddade av Cloud, Tifa och Barret.
Bugenhagen, den vise mannen i Cosmo Canyon, är Red XIII:s "farfar" och han hjälper dem väldigt mycket under spelets gång. Det är även han som talar om att trots att Nanaki beter sig vuxet är han faktiskt bara 15 år om man räknar i mänskliga år. Han har en väldigt sorglig historia bakom sig, eftersom han som liten blev av med sina föräldrar. Folket i Cosmo Canyon trodde länge att Nanakis pappa övergav byn när den var i kris, något som Nanaki tog väldigt illa vid sig av. Under spelets gång får man emellertid reda på att hans pappa för evigt står bakom staden, då han förstenats i ett försök att rädda den.